# Horní Lánov
Horní Lánov (německy Ober Langenau) je severní část obce Lánov v okrese Trutnov. V roce 2014 zde bylo evidováno 194 adres. V roce 2001 zde trvale žilo 408 obyvatel.
Horní Lánov je také název katastrálního území o rozloze 8,55 km2.

## Pamětihodnosti
- Lípa u Poštovní cesty, památný strom u rozcestí turistických značených cest na sz. okraji obce (50°38′48″ s. š., 15°39′19″ v. d.)
- Zastavení Křížové cesty při cestě do Vrchlabí

## Galerie

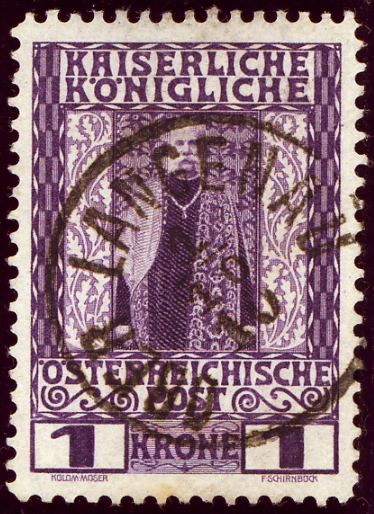
Poštovní známka C. k. Rakousko-uherské státní pošty, oražená razítkem pošty Horní Lánov (Ober Langenau), 1910